# Mariosousa
Mariosousa é um género de plantas com flor pertencente à família Fabaceae que compreende 13 espécies validamente descritas.

## Taxonomia
O género foi descrito por David Stanley Seigler & John Edwin Ebinger e publicado em Novon, vol. 16(3), p. 413–420 em 2006.. A espécie tipo é Mariosousa coulteri (Benth.) Seigler & Ebinger
O género Mariosousa inclui as seguintes espécies:
- Mariosousa acatlensis (Benth.) Seigler & Ebinger
- Mariosousa centralis (Britton & Rose) Seigler & Ebinger
- Mariosousa compacta (Rose) Seigler & Ebinger
- Mariosousa coulteri (Benth.) Seigler & Ebinger
- Mariosousa dolichostachya (S.F.Blake) Seigler & Ebinger
- Mariosousa durangensis (Britton & Rose) Seigler & Ebinger
- Mariosousa mammifera (Schltdl.) Seigler & Ebinger
- Mariosousa millefolia (S.Watson) Seigler & Ebinger
- Mariosousa russelliana (Britton & Rose) Seigler & Ebinger
- Mariosousa salazarii (Britton & Rose) Seigler & Ebinger
- Mariosousa sericea (M. Martens & Galeotti) Seigler & Ebinger
- Mariosousa usumacintensis (Lundell) Seigler & Ebinger
- Mariosousa willardiana (Rose) Seigler & Ebinger[4]